# Poza de la Vega
Poza de la Vega település Spanyolországban, Palencia tartományban. Poza de la Vega Saldaña, Villaluenga de la Vega, Santervás de la Vega, Villota del Páramo és Pino del Río községekkel határos. Lakosainak száma 166 fő (2024).

## Népesség
A település népessége az elmúlt években az alábbi módon változott:
| Lakosok száma | 283  | 267  | 250  | 240  | 236  | 229  | 197  | 174  | 167  | 166  |
|               | 2001 | 2004 | 2007 | 2009 | 2012 | 2014 | 2017 | 2019 | 2022 | 2024 |